# Bołat Jesmagambietow
Bołat (Bułat) Żołdasowicz Jesmagambietow (ros. Болат (Булат) Жолдасович Есмагамбетов;, ur. 1 kwietnia 1968 w Aralsku) – kazachski piłkarz grający na pozycji napastnika, reprezentant kraju. Posiada także obywatelstwo rosyjskie.

## Kariera piłkarska

### Kariera klubowa
Jesmagambietow jest wychowankiem klubu Wodnik Aralsk. Karierę rozpoczął w rosyjskim Gałaksie Petersburg. Grał w rosyjskich klubach takich jak Kosmos-Kirowiec Petersburg, Łokomotiw Petersburg, Trion-Wołga Twer i FK Orzeł. W Kazachstanie występował w Jelimaju Semipałatyńsk i Irtyszu Pawłodar, a Finlandii w amatorskich PK-37 i Keuruun Pallo. Karierę zakończył w 2001 roku.

### Kariera reprezentacyjna
W reprezentacji Kazachstanu zadebiutował 11 maja 1997 roku w meczu eliminacji do mistrzostw świata przeciwko Pakistanowi. W meczu zakończonym wynikiem 3:0 zdobył dwie bramki. Rozegrał 7 spotkań zdobywając 3 bramki.
| Mecze i gole w reprezentacji | Mecze i gole w reprezentacji | Mecze i gole w reprezentacji | Mecze i gole w reprezentacji | Mecze i gole w reprezentacji | Mecze i gole w reprezentacji | Mecze i gole w reprezentacji |
| Kazachstan                   | Kazachstan                   | Kazachstan                   | Kazachstan                   | Kazachstan                   | Kazachstan                   | Kazachstan                   |
| Lp.                          | Data                         | Miasto                       | Przeciwnik                   | Gol                          | Wynik                        | Rozgrywki                    |
| ---------------------------- | ---------------------------- | ---------------------------- | ---------------------------- | ---------------------------- | ---------------------------- | ---------------------------- |
| 1.                           | 11.05.1997                   | Ałmaty                       | Pakistan                     | Gol · Gol                    | 3:0                          | el. MŚ 1998                  |
| 2.                           | 06.06.1997                   | Bagdad                       | Irak                         |                              | 2:1                          | el. MŚ 1998                  |
| 3.                           | 11.06.1997                   | Lahaur                       | Pakistan                     | Gol                          | 7:0                          | el. MŚ 1998                  |
| 4.                           | 29.06.1997                   | Ałmaty                       | Irak                         |                              | 3:1                          | el. MŚ 1998                  |
| 5.                           | 11.10.1997                   | Ałmaty                       | Korea Południowa             |                              | 1:1                          | el. MŚ 1998                  |
| 6.                           | 18.10.1997                   | Ałmaty                       | Zjednoczone Emiraty Arabskie |                              | 3:0                          | el. MŚ 1998                  |
| 7.                           | 25.10.1997                   | Taszkent                     | Uzbekistan                   |                              | 0:4                          | el. MŚ 1998                  |